# Miguel Ángel Elvira Barba
Miguel Ángel Elvira Barba (Madrid, 1950) és un historiador, catedràtic, escriptor i director del Museu Arqueològic Nacional d'Espanya a Madrid.

## Biografia professional
Es va llicenciar en Filosofia i Lletres i el doctorat l'any 1978 a l'especialitat de Història de l'Art i Literatura Hispànica per la Universitat Complutense de Madrid on ocupa el càrrec de catedràtic en Història de l'Art.
Les seves investigacions i activitats científiques se centren en l'Antiguitat Clàssica, Grècia i Etrúria, l'art romà d'Orient, i el col·leccionisme d'escultures dels segles XVII i XVIII. Va ser director del Museu Arqueològic Nacional d'Espanya del 19 de juliol de 2000 a l'1 d'octubre de 2004. Cap del Departament de Conservació d'escultura Antiga Medieval i de l'Edat Moderna i Arts Decoratives del Museu del Prado entre 1997 i 1999. És membre de la Reial Acadèmia de la Història, de la Reial Acadèmia de Belles Arts de Santa Isabel d'Hongria de Sevilla i de l'Institut Arqueològic Alemany de Berlín.

## Obres
Té escrits més de 150 articles d'assaig i de recerca.

### Llibres
- Arte y Mito: Manual de iconografia clásica Silex Ediciones, 2013. ISBN 978-8477-378-464
- Manual de Arte Griego Silex Ediciones, 2013. ISBN 978-8477-377-856
- África negra y Oceanía. Madrid : Historia Viva, 2002 ISBN 84-7679-460-6
- El arte griego, con Jacobo Storch de Gracia y María del Pilar León Alonso Madrid: Histria Viva 1999 ISBN 84-7679-403-7

La ruta de la seda' con Domingo Plácido Suárez i Carmen García-Ormaechea y Quero Madrid: Información e Historia D.L.1996 ISBN 84-7679-287-5. Madrid Madridnformación e Historia, D.L.
Arte clásico, 1996. Cambio 16, ISBN 978-8476-7930-39

### Artículos
- Cleopatra o Ariadna : retorno a un debate superado. Anales de historia del arte, ISSN 0214-6452, Nº 20, 2010
- La iconografía mitológica en Bizancio antes y después del periodo iconoclasta- Erytheia: Revista de estudios bizantinos y neogriegos, ISSN 0213-1986, Nº. 30, 2009
- Hallazgo e historia de la "Venus del Delfín" (Museo del Prado). Boletín de la Asociación Española de Amigos de la Arqueología, ISSN 0210-4741, Nº. 45, 2008-2009
- La imagen de la Roma clásica en los humanistas. Revista de historiografía (RevHisto), ISSN 1885-2718, Nº. 5, 2006
- La revolución de Aj-en-Atón, el hereje. La Aventura de la historia, ISSN 1579-427X, Nº. 69, 2004
- El Fayum, Constantinopla, Toledo: Itinerarios del icono. Nueva revista de política, cultura y arte, ISSN 1130-0426, Nº 82, 2002
- El arte antiguo en la Casa del Labrador de Aranjuez. Boletín de la Asociación Española de Amigos de la Arqueología, ISSN 0210-4741, Nº. 35, 1995
- La tradición helenística y la iconografía del helenismo en Bizancio. Antigüedad y cristianismo: Monografías históricas sobre la Antigüedad tardía, ISSN 0214-7165, Nº 7, 1990
- El oficio de rey en la época helenística. Historia 16, ISSN 0210-6353, Nº 163, 1989
- El nacimiento de Bizancio: de colonia a capital. Historia 16, ISSN 0210-6353, Nº 141, 1988,